# روابط ایالات متحده آمریکا و روسیه
روابط ایالات متحده آمریکا و روسیه عبارت است از رابطه‌ای دوطرفه بین ایالات متحده و فدراسیون روسیه (که جایگزین اتحاد شوروی شد). روسیه و آمریکا دارای روابط دیپلماتیک و تجاری هستند.

## پیشینه
روابط مسکو و واشینگتن در دوره پساشوروی با نوسانات مختلفی همراه بوده و اوج و حضیض‌های متفاوتی را تجربه کرده است. هرچند در برخی مقاطع این روابط متعادل بوده، اما «صلح سرد» و «جنگ سرد» نیز بخشی از این روابط هستند که مصادیق آن در دو سال اخیر و پس از تعمیق اختلافات در بحران اوکراین و بحران خاورمیانه مشهود هستند. حسب تجربه، طرفین با عنایت به هزینه‌های تقابل همواره پس از دوره‌ای از تنش در جستجوی تحولات و موضوعاتی بوده‌اند تا از آنها به عنوان بهانه‌ای برای تغییر فضا و به‌سازی روابط استفاده کنند. تغییر نخبگان در کاخ سفید یا کرملین از جمله مهم‌ترین این بهانه‌ها بوده است.
انتخاب گورباچف و یلتسین با گرایش‌های لیبرالی بعد از سال‌ها جنگ سرد، انتخاب پوتین و حادثه ۱۱ سپتامبر بعد از رکود نیمه دوم دهه ۹۰، انتخاب مدویدیف و اوباما بعد از چالش جنگ گرجستان (۲۰۰۸) و انتخاب ترامپ بعد از بحران‌های اوکراین و خاورمیانه مقاطعی از جابجایی نخبگان هستند که در گشودن فصلی جدید در روابط و خروج از فضاهای تنش و بحران مؤثر بوده‌اند.

## دوران ترامپ
هرچند به نظر می‌رسد روابط روسیه و آمریکا در آغازین ماه‌ها و شاید در سال ابتدایی ریاست‌جمهوری ترامپ با تحرکات مثبت همراه باشد، اما می‌توان پیش‌بینی کرد که پس از چندی این روابط به تدریج زیر تأثیر نهادهای پایداری چون رقابت تنش‌زای قدرت به‌ویژه در ابعاد ژئوپولیتیکی قرار گیرد.
در موضوع سوریه نیز هرچند ممکن است هماهنگی بیشتری میان دو کشور در مقابله با گروهک داعش صورت بگیرد، اما ماهیت مسئله یعنی تقابل ژئوپولیتیکی در خاورمیانه همچنان جاری خواهد بود. مسکو که به واسطه سوریه موقعیت ژئوپولیتیکی خود در خاورمیانه را تقویت کرده این جایگاه را به راحتی قابل معامله نمی‌داند. کرملین به این مهم واقف است که پیشبرد سیاست آمریکا در تغییر دولت دمشق می‌تواند با تغییر رویکرد سوری‌ها به روسیه و مجبور کردن نیروهای روس به خروج از سوریه منتهی شده و تمام داشته‌ها مسکو از دست برود.